# Constitución de la República Popular Socialista de Albania
La Constitución de la República Popular Socialista de Albania fue la constitución utilizada en la República Popular Socialista de Albania. La Constitución, promulgada el 28 de diciembre de 1976, estableció a Albania como una "República Socialista Popular". La constitución se basó en la constitución original de 1946 que estableció a Albania después de la Segunda Guerra Mundial como una "República Popular".